# Gobiraptor minutus
Gobiraptor minutus — вид ящеротазових динозаврів родини овірапторових (Oviraptoridae), що жив у кінці крейдяного періоду (70 млн років тому).

## Скам'янілості
У 2008 році учасники спільної корейсько-монгольської палеонтологічної експедиції виявили неповний скелет динозавра у відкладеннях формації Немегт в пустелі Гобі в аймаку Умнеговь на півдні Монголії. Було знайдено фрагменти скелета і черепа: нижню частину черепа, ліву заочноямкову кістку, нижню щелепу, останній крижовий хребець, з'єднаний з двома передніми хвостовими хребцями, серію з 7 передніх або середніх хвостових хребців, шеврони, правий плечовий суглоб з фрагментом плечової кістки, таз, обидві стегнові кістки і ліву стопу. На основі цих решток у 2019 році команда палеонтологів під керівництвом Лі Сунджіна назвала та описала нові вид та рід Gobiraptor minutus. Родова назва перекладається як грабіжник з Гобі. Видова назва перекладається як «маленький», вказуючи на невеликий розмір типового зразка.